# جزيرة غمام (مسلسل)
جزيرة غمام هو مسلسل تلفزيوني مصري عُرض في شهر رمضان عام 1443 هـ (2 أبريل 2022م)، من بطولة مي عز الدين وطارق لطفي وفتحي عبد الوهاب وأحمد أمين، من تأليف عبد الرحيم كمال ومن إخراج حسين المنباوي.

## قصة المسلسل
تدور الأحداث في حقبة زمنية قديمة منذ أكثر من 100 عام، في إحدى الجزر الموجودة على البحر، وفي تلك الجزيرة يظهر آثار الوافدين على الهدوء الذي يسود تلك المدينة، حيث يستقر خلدون والعايقة في جزيرة غمام ويحاولان السيطرة على أهل الجزيرة ظنًا منهم أنها تحوي كنز وسر كبير لا يعلمه أحد ويحاولان بسط نفوذهم لتنفيذ مخططهم.

## طاقم التمثيل
- مي عز الدين: (العايقة)
- طارق لطفي: (خلدون)
- فتحي عبد الوهاب: (محارب)
- أحمد أمين: (عرفات)
- محمد جمعة: (يسري)
- وفاء عامر: (المعلمة هلالة)
- رياض الخولي: (العجمي)
- محمود البزاوي: (بطلان)
- هبة عبد الغني: (حسنة)
- عبد العزيز مخيون: (الشيخ مدين)
- ميار الغيطي: (درة)
- هاجر الشرنوبي: (إقبال)
- عبد الرحمن القليوبي: (قدري البطلان)
- إسلام حافظ: (ماضي الصياد)

## فريق العمل
- إخراج: حسين المنباوي
- تأليف: عبد الرحيم كمال
- إنتاج: سينرجي للإنتاج الفني (تامر مرسي)
- مدير التصوير: إسلام عبد السميع
- مونتاج: رحيب العويلي
- موسيقى تصويرية: شادي مؤنس